# Théo Ndicka
Théo Ndicka Matam (Avallon, 20 april 2000) is een Frans voetballer met Kameroense roots die sinds 2020 uitkomt voor KV Oostende. Ndicka is een verdediger.

## Clubcarrière
Ndicka genoot zijn jeugdopleiding bij CO Avallonnais, Dijon FCO, Asptt Dijon en Olympique Lyon. In 2018 stroomde hij door naar Olympique Lyon B, het B-elftal van Olympique Lyon in de Championnat National 2. In het seizoen 2019/20 leende de club hem, in het kader van het samenwerkingsverband tussen beide clubs, uit aan Football Bourg-en-Bresse Péronnas 01 in de Championnat National.
In juli 2020 maakte Ndicka de overstap naar de Belgische eersteklasser KV Oostende, waar hij een contract voor drie seizoenen met optie ondertekende. Eerder die transferperiode had KV Oostende met Maxime D'Arpino al een ander jeugdproduct van Olympique Lyon gehaald.

## Clubstatistieken
| Seizoen         | Club              | Land               | Competitie             | Competitie | Competitie | Beker | Beker | Supercup | Supercup | Europees | Europees | Totaal | Totaal |
| Seizoen         | Club              | Land               | Competitie             | Wed.       | Dlp.       | Wed.  | Dlp.  | Wed.     | Dlp.     | Wed.     | Dlp.     | Wed.   | Dlp.   |
| --------------- | ----------------- | ------------------ | ---------------------- | ---------- | ---------- | ----- | ----- | -------- | -------- | -------- | -------- | ------ | ------ |
| 2017/18         | Olympique Lyon B  | Vlag van Frankrijk | Championnat National 2 | 6          | 1          | —     | —     | —        | —        | —        | —        | 6      | 1      |
| 2018/19         | Olympique Lyon B  | Vlag van Frankrijk | Championnat National 2 | 23         | 3          | —     | —     | —        | —        | —        | —        | 23     | 3      |
| 2019/20         | Olympique Lyon B  | Vlag van Frankrijk | Championnat National 2 | 3          | 0          | —     | —     | —        | —        | —        | —        | 3      | 0      |
| 2019/20         | → Bourg-en-Bresse | Vlag van Frankrijk | Championnat National   | 18         | 3          | 2     | 1     | —        | —        | —        | —        | 20     | 4      |
| 2020/21         | KV Oostende       | Vlag van België    | Eerste klasse A        | 22         | 1          | 1     | 0     | —        | —        | —        | —        | 23     | 1      |
| 2021/22         | KV Oostende       | Vlag van België    | Eerste klasse A        | 7          | 0          | 0     | 0     | —        | —        | —        | —        | 7      | 0      |
| Carrière totaal | Carrière totaal   | Carrière totaal    | Carrière totaal        | 79         | 8          | 3     | 1     | 0        | 0        | 0        | 0        | 82     | 9      |

Bijgewerkt op 18 september 2021.

## Interlandcarrière
Ndicka nam met de U19 van Frankrijk deel aan het EK onder 19 in Armenië. Ndicka kreeg een basisplaats in de groepswedstrijden tegen Tsjechië en Ierland en in de halve finale tegen Spanje, die Frankrijk na strafschoppen verloor. Ndicka zette in de strafschoppenserie zijn penalty om, maar door de missers van Wilson Isidor en Maxence Caqueret ging Spanje door.
1 Bossin ·
2 Vinck ·
3 Medley ·
4 Basila ·
5 Laes ·
6 D'Arpino ·
7 Ndicka ·
10 Rocha ·
11 Jung ·
13 Gabriël ·
14 Mebude ·
16 Dewaele ·
17 Durdov ·
19 Osifo ·
20 Musayev ·
23 Amade ·
25 Van Daele ·
26 Koziello ·
29 D'haese ·
33 Tanghe ·
36 Wylin ·
68 Ambrose ·
77 Atanga ·
88 Rodin ·
90 Berte ·
93 Badu ·
99 Albanese ·
Coach: Jamath Shoffner